# Le Sommeil
Le Sommeil (traduzido para o português como As dorminhocas ou o O Sono) é uma pintura erótica a óleo feita pelo pintor francês Gustave Courbet de 1866. A pintura que retrata um casal lésbico é também conhecida como As Duas Amigas (Les Deux Amies) e Preguiça e Luxúria (Paresse et Luxure).

## História
Le Sommeil foi originalmente encomendada pelo diplomata e colecionador de arte turco, Halil Serif Pasa, que vivia em Paris desde 1860. A pintura foi proibida de ser exposta ao público até 1988, assim como inúmeros outras obras como L'Origine du monde. Quando Le Sommeil foi exibida por um leiloeiro de arte em 1872, ela se tornou alvo da polícia. Uma das modelos para a pintura foi Joanna Hiffenan, que foi amante de James Abbot Whistler na época. A relação de Whistler com Hiffernan terminou muito cedo, e sua relação com Courbet piorou em decorrência da pintura.
A Enciclopédia de Histórias e Culturas Lésbicas e Gays descreve Le Sommeil como uma "famosa" pintura. A pintura gerou um impacto na arte do século XIX, porque depois de ser exibida ao público, um grande número de artistas contemporâneos foram influenciados pelo tema de casais lésbicos. A repetição desse tema ajudou a diminuir os tabus associados às relações lésbicas.
Hoje Le Sommeil faz parte da coleção do Petit Palais, um museu parisiense.

## Descrição
A pintura retrata duas mulheres nuas deitadas, dormindo numa cama após uma relação sexual.
A cena retratada mostra diversos tipos de tecidos e móveis ornamentais. Ao fundo há uma cortina azul-escuro e no canto direito uma mesa com um vaso de flor decorativo. No primeiro plano há uma pequena mesa de madeira com três itens em cima, um frasco colorido, um vaso de cristal transparente e um copo. Tirando estes itens, não há nenhum elemento ou objeto que se sobrepõe à figura principal, as mulheres.
Uma das mulheres a dormir é ruiva e a outra é morena. Para gerar um contraste entre as cores, Courbet trabalhou as curvas das mulheres. Há também um colar de pérolas quebrado e uma presilha de cabelo, elementos que comprovam o ato sexual prévio.

## Análise
A pintura foi inspirada no poema de Charles Baudelaire, "Delphine et Hippolyte", da sua coletânea Les Fleurs du mal (As Flores do Mal). Le Sommeil tem sido interpretado como uma pintura realista, pela forma como os corpos são detalhados sem eliminar as suas imperfeições.